# 1856
Il 1856 (MDCCCLVI in numeri romani) è un anno bisestile del XIX secolo.

## Eventi
- 29 gennaio – La regina Vittoria istituisce la Victoria Cross.
- 4 febbraio – Scoperta dell'Uomo di Neanderthal.
- 5 marzo – Un incendio distrugge il Covent Garden Theatre.
- 30 marzo – Il Trattato di Parigi pone fine alla Guerra di Crimea.
- 1º maggio – Viene creata la provincia di Isabela nelle Filippine, in onore della regina Isabella II.
- 21 maggio – La città di Lawrence (Kansas) è presa e messa a fuoco da truppe favorevoli alla schiavitù (Sacco di Lawrence).
- 9 giugno – 500 mormoni lasciano Iowa City dirigendosi verso Ovest, a Salt Lake City.
- 13 giugno – Rivolta dei Taiping: Shi Dakai arriva a Nanchino.
- 10 agosto – Un uragano distrugge Last Island in Louisiana, provocando 400 morti.
- 2 settembre – Durante la Rivolta dei Taiping, Wei Changhui e Qin Rigang assassinano Yang Xiuging.
- 8 ottobre – Inizia la II delle Guerre dell'oppio fra la Cina e diverse altre potenze occidentali a seguito all'Arrow Incident sul Pearl River.
- 1º novembre – Scoppia la guerra anglo-persiana.
- 4 novembre – Elezioni presidenziali negli Stati Uniti d'America. Il Democratico James Buchanan sconfigge il presidente Millard Fillmore e John C. Frémont, diventando il XV Presidente degli Stati Uniti.
- 9 dicembre – Bushehr si arrende agli Inglesi.
- 14 dicembre – Viene inaugurato il Casinò di Monte Carlo.
- Gregor Mendel inizia le sue ricerche sulla genetica.
- British Country and Borough Police Act estende il modello di polizia londinese a tutta l'Inghilterra e al Galles.
- Apre la National Portrait Gallery a Londra.
- Disastro delle compagnie di Pionieri mormoni con carretto a mano di Willie e Martin.

## Nati
Ci sono circa 570 voci su persone nate nel 1856; vedi la pagina Nati nel 1856 per un elenco descrittivo o la categoria Nati nel 1856 per un indice alfabetico.

## Morti
Ci sono circa 240 voci su persone morte nel 1856; vedi la pagina Morti nel 1856 per un elenco descrittivo o la categoria Morti nel 1856 per un indice alfabetico.

## Calendario
| Calendario 1856 | Calendario 1856 | Calendario 1856 | Calendario 1856 | Calendario 1856 | Calendario 1856 | Calendario 1856 | Calendario 1856 | Calendario 1856 | Calendario 1856 | Calendario 1856 | Calendario 1856 | Calendario 1856 | Calendario 1856 | Calendario 1856 | Calendario 1856 | Calendario 1856 | Calendario 1856 | Calendario 1856 | Calendario 1856 | Calendario 1856 | Calendario 1856 | Calendario 1856 | Calendario 1856 | Calendario 1856 | Calendario 1856 | Calendario 1856 | Calendario 1856 | Calendario 1856 | Calendario 1856 | Calendario 1856 | Calendario 1856 | Calendario 1856 |
| --------------- | --------------- | --------------- | --------------- | --------------- | --------------- | --------------- | --------------- | --------------- | --------------- | --------------- | --------------- | --------------- | --------------- | --------------- | --------------- | --------------- | --------------- | --------------- | --------------- | --------------- | --------------- | --------------- | --------------- | --------------- | --------------- | --------------- | --------------- | --------------- | --------------- | --------------- | --------------- | --------------- |
|                 | 1               | 2               | 3               | 4               | 5               | 6               | 7               | 8               | 9               | 10              | 11              | 12              | 13              | 14              | 15              | 16              | 17              | 18              | 19              | 20              | 21              | 22              | 23              | 24              | 25              | 26              | 27              | 28              | 29              | 30              | 31              |                 |
| Gennaio         | Ma              | Me              | Gi              | Ve              | Sa              | Do              | Lu              | Ma              | Me              | Gi              | Ve              | Sa              | Do              | Lu              | Ma              | Me              | Gi              | Ve              | Sa              | Do              | Lu              | Ma              | Me              | Gi              | Ve              | Sa              | Do              | Lu              | Ma              | Me              | Gi              |                 |
| Febbraio        | Ve              | Sa              | Do              | Lu              | Ma              | Me              | Gi              | Ve              | Sa              | Do              | Lu              | Ma              | Me              | Gi              | Ve              | Sa              | Do              | Lu              | Ma              | Me              | Gi              | Ve              | Sa              | Do              | Lu              | Ma              | Me              | Gi              | Ve              |                 |                 |                 |
| Marzo           | Sa              | Do              | Lu              | Ma              | Me              | Gi              | Ve              | Sa              | Do              | Lu              | Ma              | Me              | Gi              | Ve              | Sa              | Do              | Lu              | Ma              | Me              | Gi              | Ve              | Sa              | Do              | Lu              | Ma              | Me              | Gi              | Ve              | Sa              | Do              | Lu              |                 |
| Aprile          | Ma              | Me              | Gi              | Ve              | Sa              | Do              | Lu              | Ma              | Me              | Gi              | Ve              | Sa              | Do              | Lu              | Ma              | Me              | Gi              | Ve              | Sa              | Do              | Lu              | Ma              | Me              | Gi              | Ve              | Sa              | Do              | Lu              | Ma              | Me              |                 |                 |
| Maggio          | Gi              | Ve              | Sa              | Do              | Lu              | Ma              | Me              | Gi              | Ve              | Sa              | Do              | Lu              | Ma              | Me              | Gi              | Ve              | Sa              | Do              | Lu              | Ma              | Me              | Gi              | Ve              | Sa              | Do              | Lu              | Ma              | Me              | Gi              | Ve              | Sa              |                 |
| Giugno          | Do              | Lu              | Ma              | Me              | Gi              | Ve              | Sa              | Do              | Lu              | Ma              | Me              | Gi              | Ve              | Sa              | Do              | Lu              | Ma              | Me              | Gi              | Ve              | Sa              | Do              | Lu              | Ma              | Me              | Gi              | Ve              | Sa              | Do              | Lu              |                 |                 |
| Luglio          | Ma              | Me              | Gi              | Ve              | Sa              | Do              | Lu              | Ma              | Me              | Gi              | Ve              | Sa              | Do              | Lu              | Ma              | Me              | Gi              | Ve              | Sa              | Do              | Lu              | Ma              | Me              | Gi              | Ve              | Sa              | Do              | Lu              | Ma              | Me              | Gi              |                 |
| Agosto          | Ve              | Sa              | Do              | Lu              | Ma              | Me              | Gi              | Ve              | Sa              | Do              | Lu              | Ma              | Me              | Gi              | Ve              | Sa              | Do              | Lu              | Ma              | Me              | Gi              | Ve              | Sa              | Do              | Lu              | Ma              | Me              | Gi              | Ve              | Sa              | Do              |                 |
| Settembre       | Lu              | Ma              | Me              | Gi              | Ve              | Sa              | Do              | Lu              | Ma              | Me              | Gi              | Ve              | Sa              | Do              | Lu              | Ma              | Me              | Gi              | Ve              | Sa              | Do              | Lu              | Ma              | Me              | Gi              | Ve              | Sa              | Do              | Lu              | Ma              |                 |                 |
| Ottobre         | Me              | Gi              | Ve              | Sa              | Do              | Lu              | Ma              | Me              | Gi              | Ve              | Sa              | Do              | Lu              | Ma              | Me              | Gi              | Ve              | Sa              | Do              | Lu              | Ma              | Me              | Gi              | Ve              | Sa              | Do              | Lu              | Ma              | Me              | Gi              | Ve              |                 |
| Novembre        | Sa              | Do              | Lu              | Ma              | Me              | Gi              | Ve              | Sa              | Do              | Lu              | Ma              | Me              | Gi              | Ve              | Sa              | Do              | Lu              | Ma              | Me              | Gi              | Ve              | Sa              | Do              | Lu              | Ma              | Me              | Gi              | Ve              | Sa              | Do              |                 |                 |
| Dicembre        | Lu              | Ma              | Me              | Gi              | Ve              | Sa              | Do              | Lu              | Ma              | Me              | Gi              | Ve              | Sa              | Do              | Lu              | Ma              | Me              | Gi              | Ve              | Sa              | Do              | Lu              | Ma              | Me              | Gi              | Ve              | Sa              | Do              | Lu              | Ma              | Me              |                 |